# Вулиця Богдана Хмельницького (Черкаси)
Вулиця Богда́на Хмельни́цького — одна з вулиць у Придніпровському районі міста Черкас.

## Розташування
Починається від вулиці Героїв Дніпра на Митниці. Простягається на південний захід, піднімаючись до бульвару Шевченка спуском, який в народі називається «Богданка». Далі проходить бульвар і простягається до вулиці Гетьмана Сагайдачного, в яку впирається. 1967 року приєднано частину провулку Спортивного.

## Опис
Вулиця неширока, дуже вузька на початку, по 1 смузі в кожен бік після бульвару. На перетині з бульваром Шевченка утворюється площа Богдана Хмельницького. Спуск «Богданка» є пішохідною частиною вулиці.

## Походження назви
Вперше вулиця згадується 1884 року як Антонівська, з 1893 по 1923 роки називалась Серединна. В 1941 році їй було надано назву на честь Кагановича. В період німецької окупації в 1941-43 роках вулиця називалась на честь Леонтовича, потім їй було повернуто довоєнну назву. Сучасну назву вулиця носить з 1957 року і названа на честь Богдана Хмельницького, гетьмана українського.

## Будівлі
По вулиці розташовуються районний суд та школа № 12.
На вулиці Богдана Хмельницького розташований сквер Героїв Азову.